# Outlawz
The Outlawz, auch bekannt als Outlaw Immortalz oder einfach nur Outlawz (dt. Gesetzlose) ist eine US-amerikanische Hip-Hop-Gruppe aus dem Umfeld des Rappers Tupac Shakur. Ihre Künstlernamen beziehen sich teilweise auf Diktatoren der Weltgeschichte (Gaddafi, Idi Amin, Castro, Napoleon, Mussolini, Hussein und Chomeini).

## Geschichte
1992 gründeten Yaki Kadafi, E.D.I. Mean, Kastro und Napoleon die Gruppe Dramacydal. Bald stießen noch Hussein Fatal und Young Noble dazu. Nachdem Tupac 1995 aus dem Gefängnis entlassen worden war, nannte sich die Gruppe in Outlawz Immortalz um.
Ihren ersten größeren Auftritt hatten sie in Tupacs Video Holla If Ya Hear Me. Mit Moozaliny, Komani und Storm schlossen sich den Outlawz daraufhin drei Mitglieder von Tupacs Gruppe Thug Life an, sodass die Gruppe schließlich zehn Mitglieder umfasste.
Nach dem tödlichen Attentat auf Tupac Shakur und dem Tod von Yaki Kadafi 1996 war die Zukunft der Gruppe unklar. Sie nannten sich daraufhin nur noch Outlawz. Mit der Veröffentlichung des Albums Still I Rise im Jahr 1999 wurden die Outlawz weltweit bekannt. In den folgenden Jahren verließen verschiedene Künstler die Gruppe, sodass heute nur noch E.D.I. Mean und Young Noble als die Outlawz existieren.
2006 erschien ein Mixtape mit Dead Prez namens Can’t Sell Dope Forever.
2007 hat Young Buck den Outlawz einen Plattendeal bei seinem Label angeboten und nahm sie in Folge unter Vertrag.

## Mitglieder
- Makaveli – bürgerlicher Name Tupac Amaru Shakur (* 16. Juni 1971; † (ermordet) 13. September 1996)
- Yaki Kadafi – bürgerlicher Name Yafeu Akiyele Fula (* 9. Oktober 1977; † (ermordet) 10. November 1996)
- Komani – bürgerlicher Name Maurice Harding Shakur (* 1969)
- Hussein Fatal – bürgerlicher Name Bruce Washington (* 3. April 1973; † 11. Juli 2015)
- E.D.I. Mean – bürgerlicher Name Malcolm Greenidge (* 7. Juli 1974)
- Kastro – bürgerlicher Name Katari Cox (* 30. Dezember 1976)
- Napoleon – bürgerlicher Name Mutah Wassin Shabazz Beale (* 11. Oktober 1977)
- Young Noble – bürgerlicher Name Rufus Cooper III (* 21. März 1978; † 4. Juli 2025)
- Storm – bürgerlicher Name Donna Hunter
- Moozaliny – bürgerlicher Name Tyruss Himes
- Manaouk – bürgerlicher Name Simon Odigie

## Diskografie
Studioalben
- 1999: Still I Rise (mit 2Pac)
- 2000: Ride wit Us or Collide wit Us
- 2001: Novakane
- 2002: Neva Surrenda
- 2005: Outlaw 4 Life: 2005 A.P.
- 2008: We Want In: The Street LP
- 2011: Perfect Timing
- 2016: Livin Legendz

Singles
- 1996: Hit ’Em Up (2Pac feat. Outlawz, UK: Platin)
- 2000: Baby Don’t Cry (Keep Ya Head Up II)